# The Healer
The Healer, a Cantata for St Luke (El sanador, una cantata para San Lucas) es una cantata compuesta por Karl Jenkins en 2014. La mayor parte del texto fue escrito por Terry Waite, Vivien Harrison y Carol Barratt; el resto proviene del Evangelio de San Lucas, el Libro de Oración Común y El Pastor de William Blake.
La cantata del reino unido estreno fue el 16 de octubre de 2014 en la Iglesia de San Lucas, en Grayshott, Hampshire, y fue grabado y transmitido por Classic FM.

## Movimientos
| Movimiento                       | Texto                       |
| -------------------------------- | --------------------------- |
| Prelude                          | Libro de Oración Común      |
| Who is this man? This traveller? | Carol Barratt               |
| Ego sum terra                    | Vivien Harrison             |
| The eyes of a child              | Carol Barratt               |
| Salus ... salus salus ...        | Terry Waite                 |
| The Sheperd                      | Lucas 15:4-7; William Blake |
| And suddenly                     | Carol Barratt               |
| Sozo                             | Carol Barratt               |
| Epilogue: Nunc Dimittis          | Lucas 2:29-32               |